# Axel Bredsdorff
Axel Bredsdorff, född 1883 och död 1947, var en dansk konstnär, son till Johan Ulrik Bredsdorff.
Bredsdorff ägande sig främst åt landskapsmåleri samt porträtt, jämte historiska kompositioner med egenartad innebörd.